# Iota
Iota (chữ hoa Ι, chữ thường ι; tiếng Hy Lạp: Ιώτα [iɔ̌ ː ta) là chữ cái thứ chín của bảng chữ cái Hy Lạp. Trong hệ chữ số Hy Lạp, nó có giá trị là 10. Nó được bắt nguồn từ chữ cái Yodh  trong tiếng Phoenicia. Các chữ cái bắt nguồn từ Iota bao gồm I và J trong bảng chữ cái La Mã và I (І, і), Yi (Ї, ї), Je (Ј, ј) trong bảng chữ cái Kirin.